# Downloaden versus streamen
Downloaden en streamen zijn verschillende basistechnologieën om media over het internet te distribueren. Het streamen evolueerde uit het downloaden en maakt het mogelijk om media te consumeren ongeacht het punt waarop begonnen wordt met het ontvangen. 
- Downloaden
  - Klassiek downloaden -  waarbij een gegevensbestand in zijn geheel binnengehaald wordt eer het afgespeeld kan worden;
  - Progressief downloaden - waarbij een gegevensbestand afgespeeld kan worden eer het in zijn geheel binnengehaald is;
- Streamen
  - Livestreamen - waarbij de verzender stuurt en de ontvanger ieder moment kan beginnen te consumeren. Ook wel webcast genoemd;
  - On-demand streamen - waarbij de verzender stuurt zodra de ontvanger vraagt (zoals bij video on demand en webvideos).

## Voor- en nadelen
Iedere techniek kent voordelen. De afweging voor een techniek gaat voornamelijk over de voorkeur tussen de continuïteit van ontvangst of de kwaliteit van de bestandsoverdracht. De klassieke manier van downloaden komt alleen voor bij het binnenhalen van bestanden waarvoor het noodzakelijk is dat ze zonder gebreken ontvangen worden. Communicatie vindt daarbij vaak plaats via het TCP-protocol, dat ontworpen is voor een hoge betrouwbaarheid bij slechte verbindingen. Soms is juist de continuïteit belangrijker dan de kwaliteit. Voor het beluisteren van gesprekken, online multiplayer games, of het bekijken van beeldmateriaal wordt daarom vaak gekozen voor het streamen, waarbij vaak gecommuniceerd wordt via het UDP-protocol. Sommige protocollen passen zelfs de kwaliteit dynamisch aan op basis van de continuïteit gedurende de verbinding. Dankzij het streamen kan de ontvanger (a) direct beginnen met consumeren en (b) dat op ieder punt gewenst punt starten. 
Andere voordelen van streamen zijn: 
- Efficiënter gebruik servercapaciteit
Dataverkeer wordt alleen gegenereerd wanneer dit werkelijk noodzakelijk is.
- Betere analyses kijkgedrag
Omdat de ontvanger consumeert op het moment dat hij downloadt, kan het kijkgedrag zeer nauwkeurig worden bijgehouden. De informatie in deze logs is essentieel voor analyse van kijkgedrag, trends en technische gebruiksgegevens voor programmamakers, adverteerders, omroepen, internetproviders, digitale videotheken en helpdesks.
- Virtueel monteren
Door middel van een techniek die bursting heet, is het mogelijk virtueel te monteren waarbij fragmenten uit bestanden naadloos achter elkaar kunnen worden afgespeeld. Voor eindgebruikers zijn de voordelen dat men niet hoeft te wachten (werkelijke on demand) en het bestand kan gebruiken alsof dit lokaal is opgeslagen.
- Betere bronbescherming
Doordat geen volledige bestanden worden opgeslagen bij de ontvanger is het minder eenvoudig om illegaal kopieën te bewaren.

Downloaden is vooral efficiënt als het bestand veelvuldig geconsumeerd wordt, of bij een internetverbinding die te traag is om te streamen.

## Peer-2-peer
Peer-to-peer maakt het mogelijk om via het Point-2-Point-protocol data (die bij elkaar hoort) van verschillende verzenders te ontvangen. Dit is mogelijk bij zowel het downloaden als het streamen. Het grote voordeel is dat de centrale server ontlast wordt en gegevensoverdracht efficiënter verloopt via snelle (of meer nabije) routes dan die vanaf de server. Een nadeel is dat voor- en achteruit spoelen onbetrouwbaarder wordt. Een ander nadeel is dat verspreiding niet meer te controleren of te meten is.

## Toekomst
De algemene verwachting was dat rond 2015 vrijwel alle audiovisuele content via IP wordt gedistribueerd: als download, VOD-stream of als IPTV-stream. Analoge distributie via de ether en de kabel zal als eerste verdwijnen. De verschillende DVB-varianten zullen naar IP migreren. DVB-IP bijvoorbeeld is een MPEG-4-stream, maar met een DVB-naamgeving om acceptatie in de kabelindustrie te versnellen. Televisiedistributie met peer-to-peer-technologie wordt ook gezien als een mogelijke kanshebber al tonen huidige proeven aan dat minder bekende titels slecht verspreid worden en met name dat de kwaliteit en betrouwbaarheid van de signalen ver onder de maat is.
Nog maar weinig internetproviders ondersteunen multicasting en in de plaats hiervan wordt unicasting gebruikt. Ondanks de grotere datavolumes van unicasting zijn livestreams - in tegenstelling tot p2p-oplossingen - dankzij decentrale distributie goed te distribueren en zijn zelfs QoS (kwaliteitsgaranties) af te geven op de beschikbaarheid en betrouwbaarheid.

## Klassiek downloaden, progressief downloaden en streamen
|                                                                                                | Klassiek downloaden          | Progressief downloaden                                                   | Streamen |
| ---------------------------------------------------------------------------------------------- | ---------------------------- | ------------------------------------------------------------------------ | --- |
| Speciaal bestandstype nodig?                                                                   | Nee                          | Ja                                                                       | Ja |
| Bestand wordt op lokale schijf opgeslagen?                                                     | Ja (ook offline beschikbaar) | Ja (ook offline beschikbaar)                                             | Nee (minder ruimte benodigd) |
| Begin van bestand kan bekeken worden terwijl downloaden nog bezig is?                          | Nee                          | Ja                                                                       | Ja |
| Wat gebeurt er bij te weinig bandbreedte?                                                      | Downloaden duurt langer      | Weergave wordt onderbroken totdat weer voldoende materiaal gedownload is | Eerst worden minder beelden per seconde vertoond (bij doorlopend geluid), vervolgens wordt de videoweergave onderbroken terwijl getracht wordt het geluid te blijven afspelen. |
| Is het mogelijk om door te spoelen (om bijvoorbeeld meteen het einde van de film te bekijken)? | Pas na volledig downloaden   | Nee                                                                      | Ja (behalve bij live-uitzendingen) |